# アントン・ヨーゼフ・ケルナー

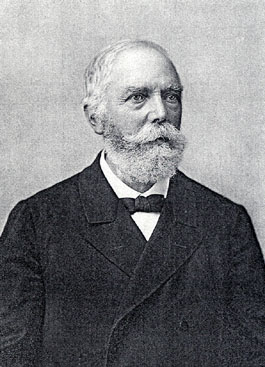
Anton Joseph Kerner

アントン・ヨーゼフ・ケルナー（Anton Joseph Kerner, Ritter von Marilaun、1831年11月12日 - 1898年6月21日 ) は、オーストリアの植物学者である。

## 略歴
ニーダーエスターライヒ州のMauternに生まれた。1848年からウィーン大学で学び、1854年に医学の学位を得た。1855年に高校の博物学の教師、1858年からハンガリーのブダの工科学校の教授、1860年からインスブルック大学の植物学の教授を務めた後、1878年にウイーン大学の教授と植物園長に任じられ、1877年に、Ritter（爵位）を得た。
ケルナーの著書『ドナウ地域の植物生態』（Das Pflanzenleben der Donauländer:Innsbruck, 1863）はハンガリーのステップ森林地域からアルプスの無森林地域までの植生を論じたもので、評価の高い著作である。森林における植物群の階層構造に注目し気候、土壌と植物群の形成の関係を論じた。野外実験も行い、異なる標高での300の種の成長に対する気候の影響を調査した。1875年にチロル州のブラザー（Blaser）に世界で最初の高山植物の植物園を運用した。

## 著書の画像

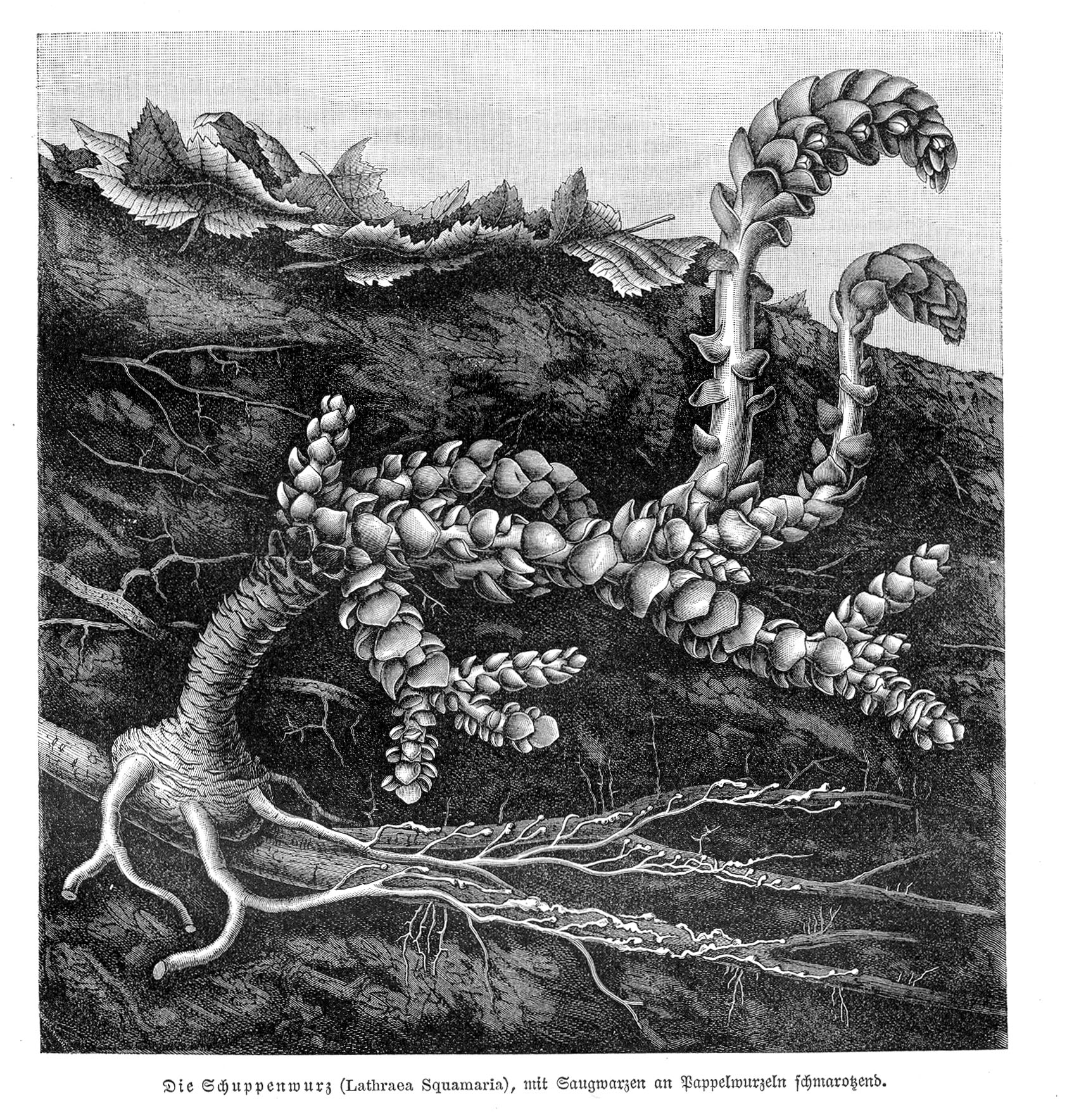
ヤマウツボ
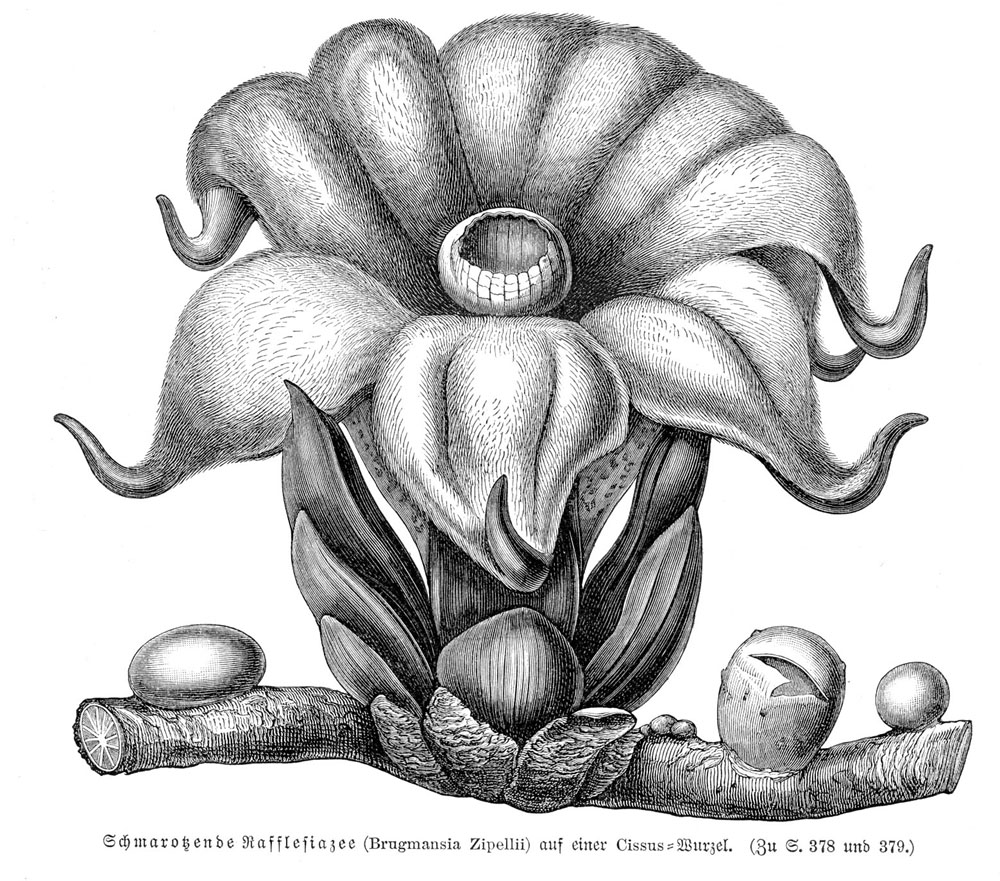
ラフレシア
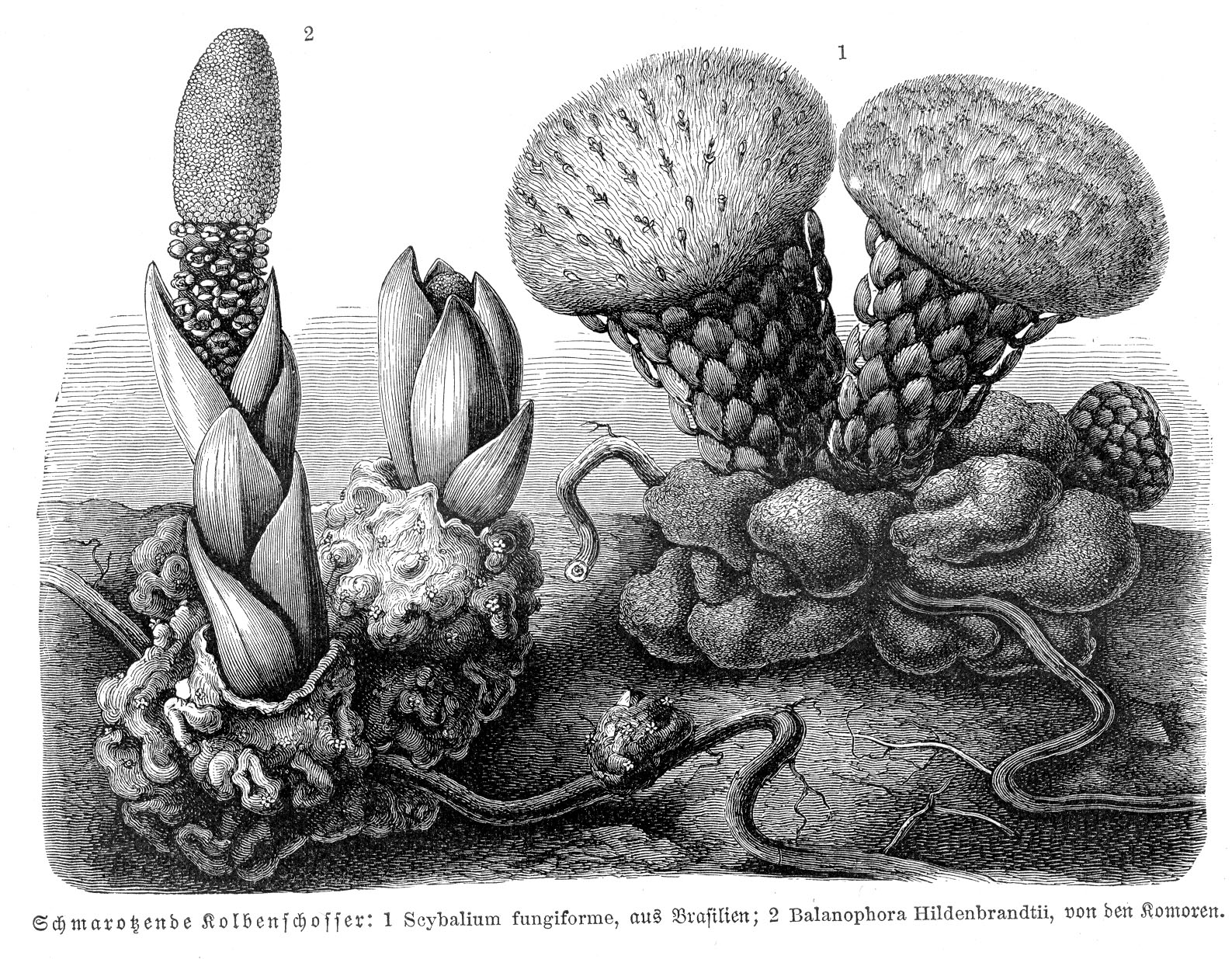
ツチトリモチ

## 著作
- Der Jauerling. Verhandlungen der Zoologisch-Botanischen Gesellschaft in Wien 5 (1855): 521–524.
- Flora der Bauerngärten in Deutschland. Verhandlungen der Zoologisch-Botanischen Gesellschaft in Wien, 5 (1855), 787–826.
- Das Hochkar: eine pflanzengeografische Skizze. Verhandlungen der Zoologisch-Botanischen Gesellschaft in Wien 7 (1857): 517–530.
- Niederösterreichische Weiden. Ueberreuter, Wien 1860. doi:10.5962/bhl.title.15620
- Das Pflanzenleben der Donauländer. Wagner, Innsbruck 1863 (2. (anastatische) Auflage 1929 von Friedrich Vierhapper (jun.), * Die Cultur der Alpenpflanzen. Wagner, Innsbruck 1864 online

Novae plantarum species Tiroliae, Venetiae, Carnioliae, Carinthiae Styriae et Austriae. Innsbruck 1870. doi:10.5962/bhl.title.9835
- Die botanischen Gärten, ihre Aufgabe in der Vergangenheit, Gegenwart und Zukunft.. Innsbruck 1874.
- Die Schutzmittel der Blüthen gegen unberufene Gäste. Wien 1876 .
- Flowers and their unbidden guests. C. K. Paul & Co., London 1878. doi:10.5962/bhl.title.50866
- Pflanzenleben. 1890–1891 (2. Auflage 1896–1898, 3. Auflage von Carl Adolph Hansen 1913–1916).
- Schedae ad Floram exsiccatam Austro-Hungaricum. 1881–1913 (Band 8–9 von Karl Fritsch, Band 10 von Richard Wettstein).